# Louis Leprince-Ringuet
Louis Marie Edmond Leprince-Ringuet (27 de marzo de 1901 - 23 de diciembre de 2000) fue un físico e ingeniero en telecomunicaciones francés, nacido en Alès y fallecido en París. Fue también historiador de las ciencias y ensayista, electo miembro de la Academia Francesa en 1966 para el asiento número 35. Es conocido por pionero en la búsqueda de partículas pesadas y fue unos de los descubridores del kaón. 

## Datos biográficos
Hijo de Félix Leprince-Ringuet, director de la Escuela Superior de Minas de París y de Marie Stourm, nieto de René Stourm, miembro del Instituto de Francia. Estudió en la École polytechnique, como varios de los miembros de su familia. 
Continuó sus estudios en Supélec de 1920 a 1923, y más tarde en Télécom ParisTech (promoción 1925), antes de ser contratado como ingeniero en el servicio francés de cables sub marinos.
En 1929 trabajó con Maurice de Broglie en el laboratorio de física de rayos X. Gracias a éste, Leprince-Ringuet empezó los trabajos de su especialidad, la física nuclear.  
Fue Alto Comisario de la Energía Atómica de Francia. 
Fue elegido en 1966 para ocupar el asiento número 35 de la Academia Francesa que había ocupado anteriormente Maxime Weygand. A su deceso ocupó la plaza Yves Pouliquen. 
Fue presidente de las Juventudes Musicales de Francia de 1971 à 1983.

## Reconocimientos
- Profesor honorario del Colegio de Francia y de la Escuela Politécnica.
- Miembro de la Academia Francesa.
- Miembro de la Academia de Ciencias de Francia (1949).
- Gran Oficial de la Legión de Honor.
- Gran Cruz de la Orden Nacional al Mérito.
- Comendador de las Palmas Académicas

## Obra
- 1933 : Les Transmutations artificielles (Hermann)
- 1937 : Cours de physique de l'École polytechnique (École polytechnique)
- 1949 : Les Rayons cosmiques, les Mésons (Albin Michel)
- 1952 : Les Inventeurs célèbres (en colaboración con su padre Félix Leprince-Ringuet) (Editio)
- 1956 : Des Atomes et des hommes (Fayard)
- 1957 : Les Grandes Découvertes du s XX (colaboración) (Larousse)
- 1959 : Cours de physique nucléaire au Collège de France (curso publicado anualmente por el Colegio de Francia)
- 1965 : La Science contemporaine. Les Sciences physiques et leurs applications (en collaboration, 2 tomes) (Larousse)
- 1973 : Science et Bonheur des hommes (Flammarion)
- 1976 : Leprince-Ringuet -- Le bonheur de chercher, entrevista por Jean Puyo, (Le Centurion)
- 1978 : Le Grand Merdier ou l'espoir pour demain ? (Flammarion)
- 1981 : La Potion magique (Flammarion)
- 1982 : L'Aventure de l'électricité (Flammarion)
- 1985 : Les Pieds dans le plat (Flammarion)
- 1991 : Noces de diamant avec l'atome (Flammarion)
- 1996 : Foi de physicien (Bayard)